# Щербовичи (Брестская область)
Щербовичи (бел. Шчэрбавічы) — деревня в Барановичском районе Брестской области Белоруссии. Входит в состав Вольновского сельсовета. Расположена в 33 км от районного центра. Население — 62 человека (2023).

## История
В 1897 году — в Черниховской волости Новогрудского уезда Минской губернии.
После Рижского мирного договора 1921 года — в составе Польши.
С 1939 года — в составе БССР. В 1940-57 годах — в Городищенском районе Барановичской, с 1954 года Брестской области. Затем район переименован в Барановичский.
В период Великой Отечественной войны с конца июня 1941 года до начала июля 1944 года была оккупирована немецко-фашистскими захватчиками. На фронтах погибли 11 односельчан.
До 26 июня 2013 года деревня находилась в Полонечковском сельсовете.

## Население
По состоянию на 1 января 2023 года в агрогородке проживало 62 человека в 35 хозяйствах, в том числе 4 моложе трудоспособного возраста, 35 — в трудоспособном возрасте и 23 — старше трудоспособного возраста.
| Численность населения (по переписи) | Численность населения (по переписи) | Численность населения (по переписи) | Численность населения (по переписи) | Численность населения (по переписи) | Численность населения (по переписи) | Численность населения (по переписи) | Численность населения (по переписи) |
| 1909                                | 1921                                | 1959                                | 1970                                | 1999                                | 2005                                | 2009                                | 2019                                |
| ----------------------------------- | ----------------------------------- | ----------------------------------- | ----------------------------------- | ----------------------------------- | ----------------------------------- | ----------------------------------- | ----------------------------------- |
| 163                                 | ↗379                                | ↗589                                | ↘376                                | ↘159                                | ↘126                                | ↘95                                 | ↘69                                 |